# 宽叶鹅观草
宽叶鹅观草（学名：Roegneria platyphylla），为禾本科鹅观草属下的一个植物种。